# جون جويس (سياسي نيوزلندي)
جون جويس (بالإنجليزية: John Joyce)‏ هو محامي وسياسي نيوزلندي، ولد في 1839 في كورنوال في المملكة المتحدة، وتوفي في 1 ديسمبر 1899 في نيوزيلندا. انتخب عضو مجلس النواب النيوزيلندي.